# Kurt Neumann (Politiker, Juni 1924)
Kurt Neumann (* 7. Juni 1924 in Berlin; † 29. August 2008 ebenda) war ein deutscher Politiker (SPD).
Kurt Neumann besuchte eine Volksschule und wurde im März 1942 von der Wehrmacht eingezogen. Nach dem Zweiten Weltkrieg kehrte er 1947 nach Berlin zurück, wo er den „Falken“ und der SPD beitrat. Er machte eine Ausbildung zum Erzieher im Friedrich-Fröbel-Haus, die er 1952 mit der staatlichen Anerkennung als Jugendpfleger abschloss. Ab August 1954 arbeitete Neumann als Sozialarbeiter im Bezirksamt Tiergarten. Da Arved Rogall zum Bezirksstadtrat im Bezirk Charlottenburg gewählt wurde, konnte Neumann im Februar 1965 in das Abgeordnetenhaus von Berlin nachrücken. 1975 wurde er Vorsitzender des Personalrats im Bezirksamt Tiergarten. Bei der Berliner Wahl 1979 wurde er erneut in das Abgeordnetenhaus gewählt, da er das Direktmandat im Wahlkreis Tiergarten 1 gewinnen konnte.